# Poschiavino
Poschiavino är en biflod till Adda som rinner genom delar av Schweiz och Italien. Den rinner bland annat igenom Poschiavo.